# Periscyphis cavernicola
Periscyphis cavernicola är en kräftdjursart som beskrevs av Omer-Cooper 1926. Periscyphis cavernicola ingår i släktet Periscyphis och familjen Eubelidae. Inga underarter finns listade i Catalogue of Life.